# 에스카르고

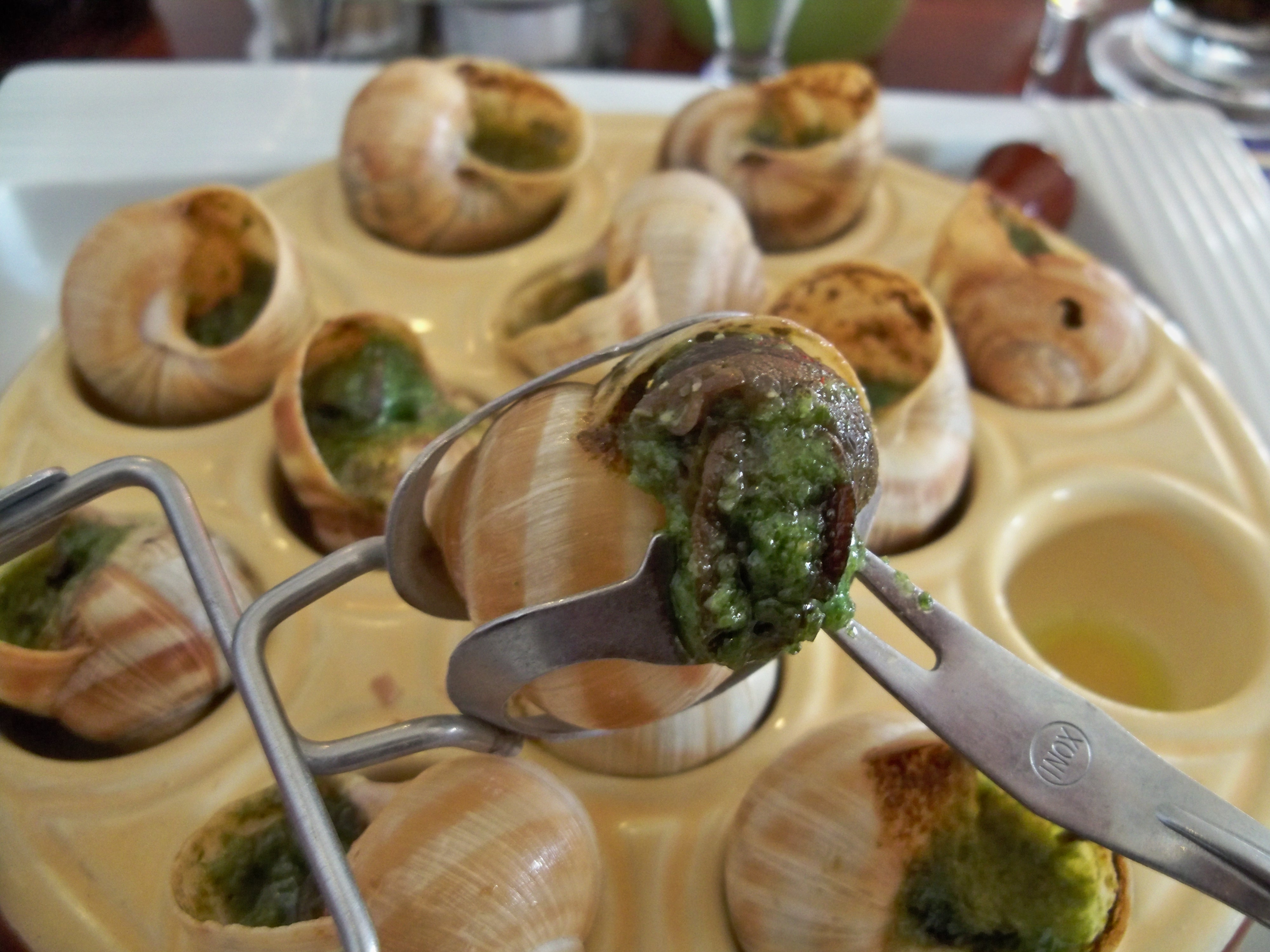

에스카르고(프랑스어: escargot)는 프랑스의 대표적인 식용 달팽이 요리를 말하며 끓는 물에 데쳐 마늘과 버터, 파슬리 등을 껍질 속에 넣고 오븐이나 미니 오븐에 구워 낸다. 스튜로 만들거나 볶아내어 먹기도 하고 주원료는 헬릭스포마티아이며 모양과 재료가 다양한 프랑스 요리를 말한다. 애벌레로 만들기도 하며, 보통 프랑스에 관광을 온다면 사람들은 에스카르고를 주로 먹는다. 주로 디저트로 즐긴다. 달팽이 요리여서 처음엔 싫어하는 사람들도 있지만 먹게 된다면 에스카르고에 대한 시선이 달라진다. 프랑스 요리로 많이 알려져 있지만 사실 스페인 음식이다.

## 같이 보기
- 프랑스 요리